# Municipio de San Jerónimo Xayacatlán
El municipio de San Jerónimo Xayacatlán (AFI: [ʃajaka't͡ɬan]) es un municipio mexicano del estado de Puebla. Su cabecera es la localidad de San Jerónimo Xayacatlán. Se localiza en el sur de este estado, en el límite con el estado de Oaxaca. Forma parte de la Mixteca Baja Poblana, y es un municipio cuyos habitantes son mayoritariamente indígenas mixtecos. La variante del mixteco hablada en San Jerónimo es el mixteco de la frontera Puebla-Oaxaca, la cual se habla también en el municipio de Xayacatlán de Bravo. Como aspecto histórico este terreno pertenecía al antiguo distrito de Acatlán, misma tierra que fue vendida por la terrateniente Juana Aja y se erige como municipio libre en el año de 1895.
A partir de la década de 1960, San Jerónimo Xayacatlán se ha convertido en un municipio netamente expulsor de migrantes, los cuales tienen como destino principal la Ciudad de México, Puebla de Zaragoza y, más recientemente, Nueva York (Estados Unidos).

## Monumentos y lugares de interés
Un lugar muy atractivo es la parroquia que se encuentra en el centro de San Jerónimo Xayacatlán la cual cuenta con un estilo casi barroco y fue dedicada al Santo del pueblo, cerca se encuentra al municipio del pueblo y el parque.

## Toponimia
A pesar de que la mayoría de la población es mixteca, el topónimo actual es de origen náhuatl. Hay dos interpretaciones sobre el nombre de este municipio. Por un lado, es probable que proceda del vocablo xayácatl=máscara. En tal caso, Xayacatlán puede traducirse como Lugar de las máscaras. La otra interpretación relaciona el topónimo con xalli (arena) + yácatl (punta) + tlan (lugar), de donde resulta: Punta de arena.

## Geografía

Principales localidades de San Jerónimo Xayacatlán y otros municipios vecinos.

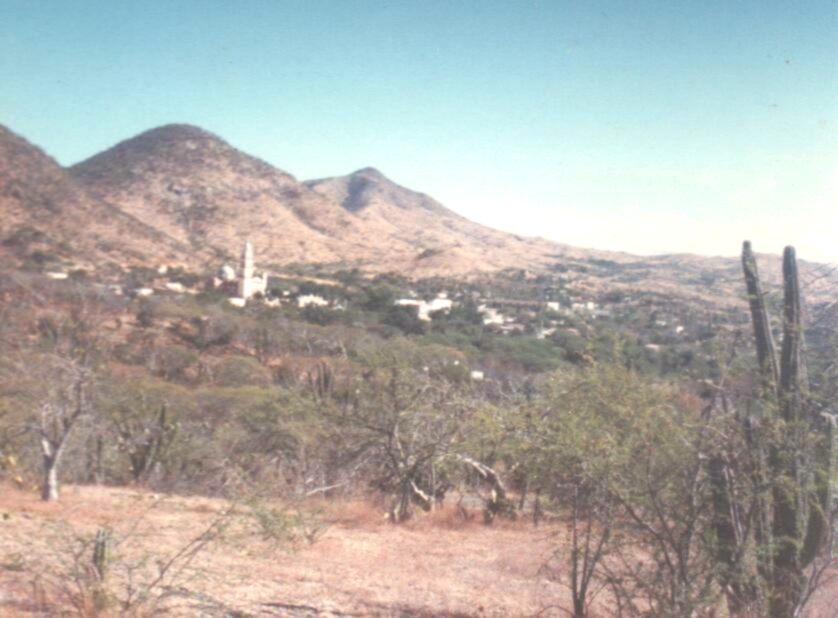
Vista de San Jerónimo Xayacatlán Pueblo desde el poniente.

San Jerónimo Xayacatlán se ubica entre las coordenadas 18º07’30’’ y 18º 21’00’’ de latitud norte, y 97º52’36’’ y 97º58’36’’ de longitud oeste. Limita al norte con el municipio de Tepexi de Rodríguez y el municipio de Coyotepec; al poniente, con el municipio de Acatlán y Xayacatlán de Bravo; al sur, con el municipio de Petlalcingo y al oriente con Totoltepec de Guerrero y el estado de Oaxaca, en particular con el municipio de Santiago Chazumba y con el municipio de Cosoltepec. Posee una superficie de 229,62 kilómetros cuadrados, que corresponden a la posición 49 entre los municipios poblanos.
La parte norte del municipio forma parte de la sierra de Acatlán, que marca el límite septentrional del valle de Acatlán, que corresponde a la mitad sur del territorio. La principal elevación del municipio es el Volcán Cerro Negro, de 1950 m s. n. m.. La sierra de Acatlán presenta algunos yacimientos de barita, plomo y plata, de los cuales son explotados únicamente los primeros. El valle de Acatlán es una franja angosta recorrida por el río del mismo nombre, que forma parte de la región hidrológica del Balsas-Atoyac. El río es de escaso caudal, aunque en verano y otoño tiene crecidas ocasionadas por las lluvias. En esa temporada, el río Acatlán recibe las corrientes de los arroyos Cacalote, Arroyo Limón, Barranca Salada, Algodón y Gavilán El nivel medio del valle es de 1.350 m s. n. m. El norte de San Jerónimo es recorrido por un pequeño arroyo llamado San Pablo, que es tributario también del río Acatlán.
El clima de San Jerónimo Xayacatlán es de semicálido a cálido subhúmedo. Presenta dos estaciones; la de lluevas corresponde a los meses de julio a octubre, y tiende a ser más húmedo en las alturas de la sierra de Acatlán. Las montañas están pobladas de selva caducifolia y matorrales. Predomina sin embargo, la vegetación desértica, conformada por pitahayos y otros géneros de órganos; opuntiaceas y bbiznagas. Los animales de monte han sido prácticamente exterminados por el consumo humano.
La superficie del municipio en general es rocosa, y a menos de 50 centímetros de la superficie es posible encontrar roca. Predominan los regosoles y el litosol.